# Le Pas d'acier

Le pas d’acier (en russe : Стальной скок) est un ballet en deux tableaux de Sergueï Prokofiev composé en 1925. Le titre est formé par analogie avec des termes chorégraphiques tels que pas de deux, pas d’action etc. Le titre russe contient le mot « скок » qui provient du verbe « скакать » (galoper et bondir).

## Histoire

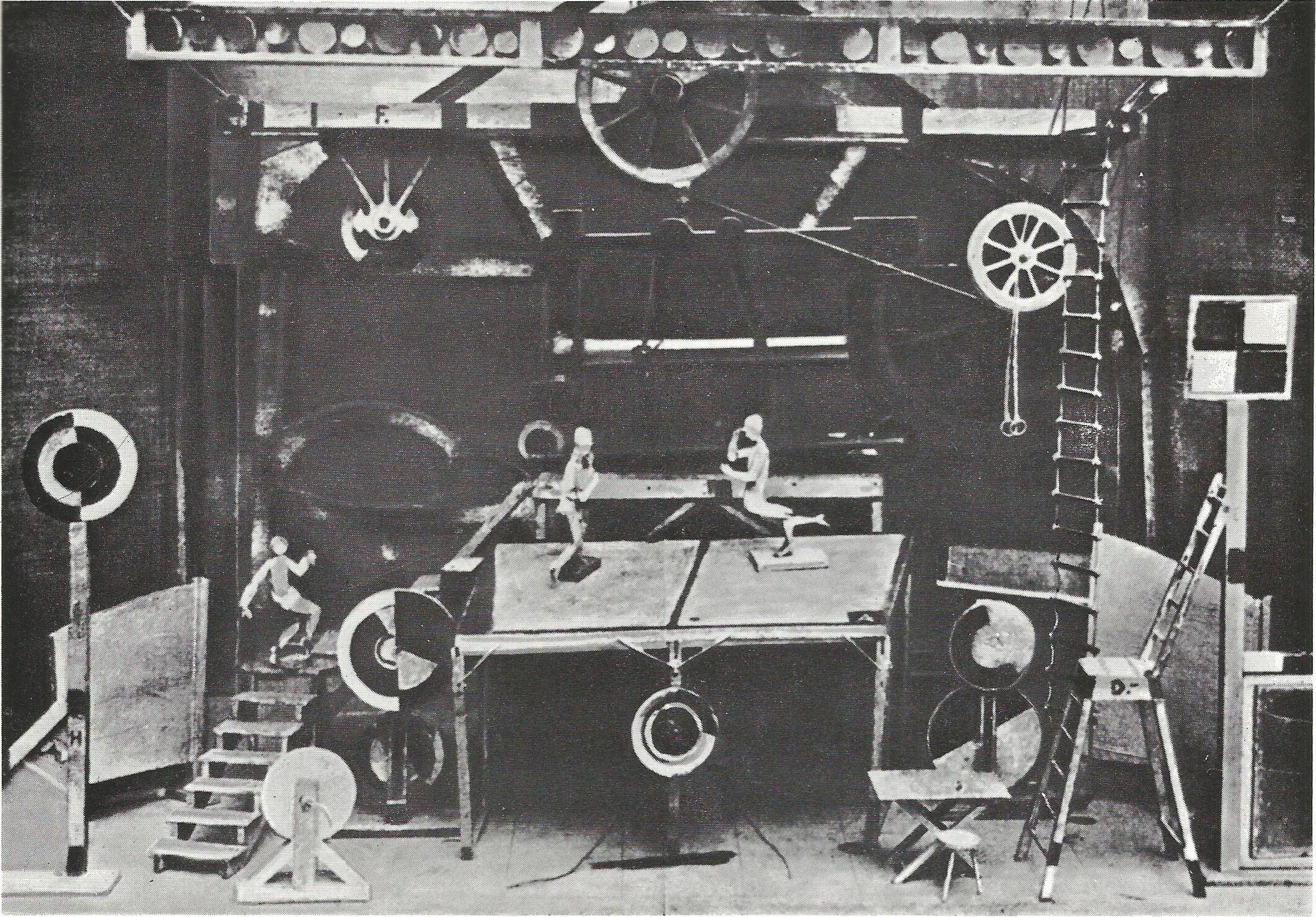
G. Yakoulov. Maquette de scène pour le ballet « Le Pas d'acier » (1927).

Ce ballet est une commande de Serge Diaghilev qui projette de mettre en scène une œuvre sur un thème inspiré de la NEP, un communisme de guerre qui exalterait les structures sociales du régime soviétique et le machinisme avec dans ce cadre une histoire d'amour. Le livret est écrit par le compositeur lui-même et le peintre constructiviste Gueorgi Iakoulov qui a aussi créé les décors. Le premier titre de l'œuvre était Ursignol, contraction d'URSS et de rossignol en référence à Stravinsky.
Le ballet est créé le 7 juin 1927 à Paris au Théâtre Sarah-Bernhardt sous la direction de Roger Désormière avec la chorégraphie de Léonid Massine. Un mois après il est joué à Londres et en 1931 à New York. Il n’a pas eu le grand succès que Diaghilev attendait et il disparaît de l'affiche assez vite.
Vsevolod Meyerhold a l’intention de monter Le pas d’acier au Théâtre Bolchoï en 1929 engageant Assaf Messerer comme chorégraphe mais l’ARMP s’affirme contre cela, accusant Prokofiev de moquerie de la réalité soviétique.

## Sujet
L’action se déroule en 1920.
Premier tableau : la gare. On y voit beaucoup de vieux : les trafiquants du marché noir, les marchands aux cigarettes, les filoux qui dévalisent le commissaire puis s’enfuient poursuivis par les autres commissaires. L’orateur prononce un discours contre le nouvel ordre, attaquant surtout la jeune ouvrière. Entre un matelot qui défend l’ouvrière. L’orateur s’éloigne, indigné. À la fin du tableau les commissaires et les sapeurs-pompiers dispersent la foule.
Pendant l’entracte on voit les sapeurs-pompiers en train de changer de décor.
Deuxième tableau : l’usine. Le matelot se métamorphose en ouvrier et participe au travail collectif avec son amie.

## Musique
Le ballet contient onze tableaux d’une longueur totale de 34 minutes.
1. Entrée des personnages
2. Train des paysans-ravitailleurs
3. Les commissaires
4. Les petits camelots
5. L’orateur
6. Matelot à bracelets et ouvrière
7. Changement de décors
8. Le matelot devient un ouvrier
9. L’usine
10. Les marteaux
11. Finale

La musique (surtout au deuxième tableau) est marquée par le rythme précis et accentué. Le lyrisme n’est pas abandonné malgré tout, par exemple, dans le thème de l’Ouvrière.
La suite orchestrale tirée de la musique de ballet est jouée pour la première fois à Moscou le 27 mai 1928, mais la deuxième exécution en l’URSS n’a eu lieu qu’en 1964 sous la direction de Guennadi Rojdestvenski.

## Instrumentation
- Deux flûtes, deux hautbois, un cor anglais, deux bassons, un contrebasson, quatre cors, quatre trompettes, quatre trombones, un tuba, timbales, instruments de percussion, piano, cordes.

## Source
- François-René Tranchefort, Guide de la musique symphonique, éd. Fayard 1986, p. 595  (ISBN 2-213-01638-0)